# Racing Bart Mampaey

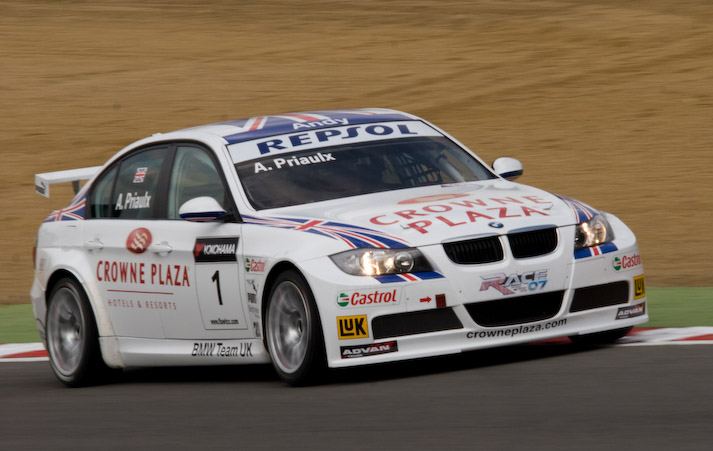
Andy Priaulx im BMW 320si von Racing Bart Mampaey 2008 in Brands Hatch

Racing Bart Mampaey ist ein Motorsportteam aus Mechelen in Belgien.

## Geschichte
Das Team wurde 1974 als Juma Racing von Julien Mampaey gegründet. 1977, 1982 und 1983 konnten auf BMW drei Siege beim 24-Stunden-Rennen von Spa-Francorchamps errungen werden.
Bart Mampaey, der Sohn von Julien Mampaey, gründete 1994 mit Racing Bart Mampaey sein eigenes Team, das anfangs im BMW Compact Cup an den Start ging. Das Team belegte 1997 beim 24-Stunden-Rennen von Spa-Francorchamps die ersten beiden Plätze in der Gruppe N. 1998 wurde als BMW Fina Bastos Team mit Marc Duez, Eric van de Poele und Alain Cudini der Gesamtsieg errungen.

### Tourenwagen-Europameisterschaft
Unter dem Namen BMW Team Belgium setzte RBM 2002 einen BMW 320i in der Tourenwagen-Europameisterschaft ein. Der RBM-Pilot Fredrik Ekblom erreichte drei Podiumsplatzierungen und schloss die Meisterschaft auf dem sechsten Platz ab. Andy Priaulx übernahm 2003 das Cockpit von Ekblom bei RBM. Im nun als BMW Team UK antretenden Team erreichte er drei Rennsiege und wurde Dritter in der Meisterschaft. Priaulx war 2004 fünf Mal siegreich und erkämpfte den Titel. Es wurde nun auch ein zweiter BMW für Kurt Mollekens unter der Nennung BMW Team Belgium-Luxembourg eingesetzt.

### Tourenwagen-Weltmeisterschaft
Im Jahr 2005 wurde die Tourenwagen-Europameisterschaft zur Tourenwagen-Weltmeisterschaft. Andy Priaulx fuhr erneut den Titel ein und verteidigte ihn 2006 und 2007 erfolgreich. Bei einzelnen Rennen setzte RBM auch ein zweites Fahrzeug ein, das von Duncan Huisman, Jan Magnussen und Fredrik Ekblom gesteuert wurde. 2010 bestreitet Augusto Farfus an der Seite von Andy Priaulx die komplette Saison in einem zweiten BMW von RBM. Mit dem werksseitigen Rückzug von BMW Ende 2010 aus der WTCC verließ auch RBM die Serie.

### DTM

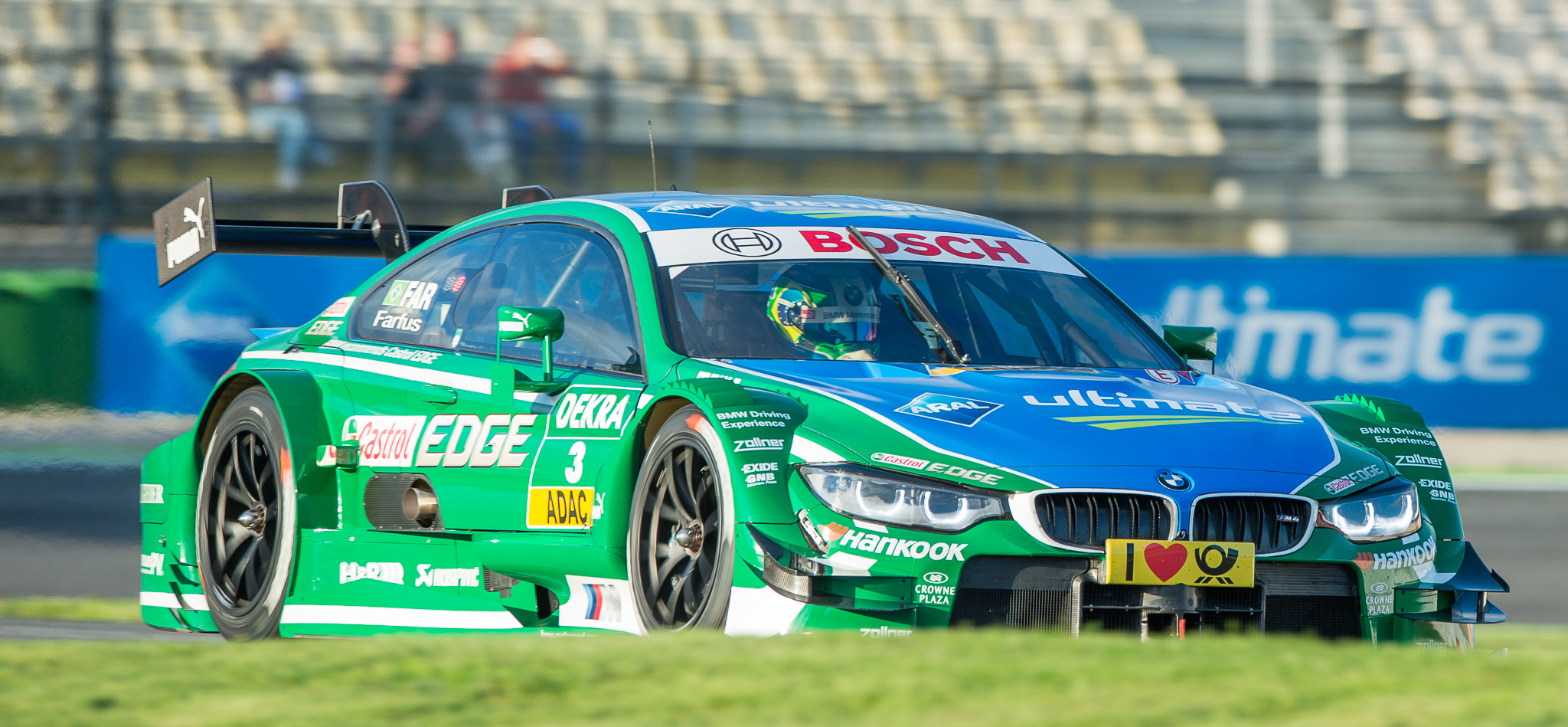
Augusto Farfus 2014 für RBM auf dem Hockenheimring

Seit 2012 setzt RBM zwei BMW M3 DTM, seit 2014 BMW M4 DTM in der DTM ein.

## Fahrer
| 2002 | ETCC mit BMW: Fredrik Ekblom                                |
| 2003 | ETCC mit BMW: Andy Priaulx                                  |
| 2004 | ETCC mit BMW: Andy Priaulx + Kurt Mollekens                 |
| 2005 | WTCC mit BMW: Andy Priaulx + Duncan Huisman                 |
| 2006 | WTCC mit BMW: Andy Priaulx + Jan Magnussen                  |
| 2007 | WTCC mit BMW: Andy Priaulx + Fredrik Ekblom                 |
| 2008 | WTCC mit BMW: Andy Priaulx                                  |
| 2009 | WTCC mit BMW: Andy Priaulx                                  |
| 2010 | WTCC mit BMW: Andy Priaulx + Augusto Farfus                 |
| 2012 | DTM mit BMW: Andy Priaulx + Augusto Farfus                  |
| 2013 | DTM mit BMW: Joey Hand + Augusto Farfus                     |
| 2014 | DTM mit BMW: Joey Hand + Augusto Farfus                     |
| 2015 | DTM mit BMW: Tom Blomqvist + Augusto Farfus                 |
| 2016 | DTM mit BMW: Tom Blomqvist + Maxime Martin                  |
| 2017 | DTM mit BMW: Tom Blomqvist + Maxime Martin + Bruno Spengler |
| 2018 | DTM mit BMW: Philipp Eng + Joel Eriksson + Bruno Spengler   |